# Jandaq
Jandaq (en persan : جندق) est une ville de la province d'Ispahan dans le centre de l'Iran. Dotée d'un climat désertique, elle est située à une altitude de 980 m, à la limite sud du Dacht-e Kavir. La ville abrite des mines de plomb et de cuivre. Elle possède un château, aussi appelé forteresse d'Ardbil, qui daterait de la période sassanide. Il est connu pour avoir servi de prison à l'empereur Anushiravan.